# Местоев, Хаджи-Мурат Заурбекович
Хаджи-Мурат Заурбекович Местоев — участник Первой мировой войны, всадник Ингушского конного полка «Дикой дивизии», полный Георгиевский кавалер, прапорщик.

## Биография
За участие в боях декабря 1914 года Местоев был награждён Георгиевским крестом 4 степени.
В феврале 1915 года он получил Георгиевский крест 3 степени «за дело у деревни Цу-Бабино».
6 июля 1915 года в бою у деревни Колодрубки в составе взвода Местоев успешно отразил атаку противника численностью не менее роты, за что был лично удостоен командующим 9-й армией генералом Платоном Лечицким Георгиевского креста 2 степени № 10733.
В боях 27-28 февраля того же года Местоев в разведке добыл важные сведения и вывез на позицию пулемёт. За этот подвиг 5 августа 1915 года великий князь Георгий Михайлович наградил Местоева Георгиевским крестом 1 степени № 5797.
В августе 1915 года Местоев в числе других воинов Кавказской туземной конной дивизии был удостоен французской медали.
10 февраля 1917 года «за отличия в делах против неприятеля» Местоев был награждён орденом Святого Станислава 3-й степени с мечами и бантом.
В конце февраля 1917 года Местоев был произведён в прапорщики.
30 июля 1917 года Местоеву был вручён орден Святой Анны 3-й степени с мечами и бантом.